# Future US
Future US, Inc. (precedentemente nota come Imagine Media e The Future Network USA) è un'azienda statunitense specializzata in periodici e siti web mirati ai mercati dei videogiochi, della musica e della tecnologia. Con sede a New York, la società ha uffici a Alexandria (Virginia), Minneapolis (Minnesota) e Washington Future US è di proprietà della società madre, Future plc, una società di media specializzata con sede a Bath, nel Somerset, Regno Unito.

## Storia
La società è stata fondata quando Future plc ha acquisito, nel 1994, l'editore della rivista di videogiochi di Greensboro (N.C.) GP Publications, editore della rivista Game Players.
La società ha lanciato una serie di titoli, tra cui PC Gamer e si è trasferita dalla Carolina del Nord alla San Francisco Bay Area, occupando varie proprietà a Burlingame e South San Francisco. Quando Chris Anderson, il fondatore di Future plc, vendette Future a Pearson plc, mantenne GP, rinominandola Imagine Media, Inc. nel giugno 1995, e la gestì come sua unica azienda per alcuni anni.
Sostenuto dall'economia di Internet e dal successo del mensile Business 2.0 negli Stati Uniti (e successivamente nel Regno Unito, Francia, Italia e Germania), Future ha cavalcato il boom della fine degli anni Novanta. Durante questo periodo la società ha avuto i diritti esclusivi mondiali per produrre la rivista ufficiale per la console per videogiochi Xbox di Microsoft e ha consolidato la sua posizione di leader nel mercato dei giochi. Nella primavera del 2001, colpita da fattori economici e dalla flessione del mercato, Future Network USA ha attraversato un ripristino strategico delle sue attività che includeva la chiusura di alcune testate e operazioni Internet e la vendita di Business 2.0 ad AOL/Time Warner.
Il 19 settembre 2007 Nintendo e Future hanno annunciato che Future US avrebbe ottenuto i diritti di pubblicazione della rivista Nintendo Power. Ciò si è realizzato a partire dal numero 222 (dicembre 2007).
Il 1º ottobre 2007, è stato annunciato che Future US avrebbe realizzato PlayStation: The Official Magazine. Con questa operazione Future US è diventato l'editore delle riviste ufficiali delle tre principali console negli Stati Uniti. PlayStation: The Official Magazine è stato poi chiuso nel 2012.
Nel 2012, NewBay Media ha acquistato la divisione Music di Future US.
Nel 2018, Future ha riacquistato la maggior parte delle attività precedentemente vendute a NewBay acquistando NewBay a titolo definitivo per 13,8 milioni di dollari. Future ha utilizzato questa acquisizione per espandere la propria presenza negli Stati Uniti, in particolare nel segmento B2B.

## Testate e siti web

### Titoli attuali
I periodici e i siti web sono (lista parziale):
- Broadcasting & Cable
- Electronic Musician
- GamesRadar+
- Guitar Player
- Guitar World
- Maximum PC
- Multichannel News
- Newsarama
- PC Gamer
- TechRadar
- TWICE

### Periodici non più esistenti
- CD-ROM Today
- Daily Radar
- Decorating Spaces
- Do!
- Future Music
- Future Snowboarding Magazine
- Game Players
- Guitar One
- Guitar World Acoustic
- Guitar World Legends
- Guitar World's Bass Guitar
- Maximum Linux
- Men's Edge
- Mobile PC
- netPOWER[11]
- Next Generation Magazine
- Nintendo Power
- Official Dreamcast Magazine
- Official Xbox Magazine
- PC Accelerator
- PlayStation: The Official Magazine
- Revolution
- Scrapbook Answers
- Skateboard Trade News
- Snowboard Trade News
- T3
- The Net
- Total Movie
- Women's Health & Fitness